# コステル・ブルティラ
コステル・ブルティラ（Costel Burțilă、1991年7月14日 - ）は、フェデラル1 、イエール・カルキエランヌに所属するラグビーユニオン選手。

## プロフィール
- ルーマニア出身[1]。
- ポジションはプロップ(PR)。
- 身長 179cm、体重 105kg
- ルーマニア代表キャップは13（2024年12月現在）でラグビーワールドカップ2023のルーマニア代表に選ばれた[2]。

## 略歴
アヴェロン、コグナック、ラヴォール、トレリサックを経て、2019年、イエール・カルキエランヌに加入。